# Liutward
Liutward (zm. 24 czerwca 900 lub 901) – kanclerz cesarza Karola Grubego, biskup Vercelli od 880.